# エベラール
エベラール（Eberhard＆Co.）は、スイス・ヌーシャテル州ラ・ショー＝ド＝フォンに本社を置く腕時計メーカー。

## 概要
スイス時計の歴史の中心地ともいえるヌーシャテルで1887年に創業して以来、130年以上にわたり生産を続けている腕時計メーカーである。多くの腕時計メーカーが企業グループの傘下に入る中でも、独立した家族経営を貫いていることも特徴である。
クロノグラフに特に強みを持ち、1919年に発表された腕時計型クロノグラフは、1930年代にイタリア海軍の将校用に採用されたことで一躍有名になった。2001年にはインダイヤルを横に4つ並べた「クロノ4」を発表し、その印象的なデザインが話題を呼んだ。
「20世紀のイタリアが生んだ最も偉大な男」とも呼ばれる実業家のジャンニ・アニェッリが生涯愛した腕時計ブランドであり、前述のようにイタリア海軍将校が使用していたことも相まって、スイス時計でありながらイタリアのエグゼクティブ層の間で高い支持を受けている。
イタリアでの販売数が圧倒的に多く、アジア地域では馴染みの薄いブランドであったが、日本には2021年に本格的に上陸を果たした。

## 歴史
創業者ジョルジュ・ルシアン・エベラール（Georges-Lucien Eberhard）は、1865年にサン＝ティミエで生まれた。
1887年、エベラールはラ・ショー＝ド＝フォンに自身の名字を冠した時計製造会社「d'Horlogerie Eberhard＆Co」を設立し、最初のポケットクロノグラフ（懐中時計）を発表した。1907年には、ラ・ショー＝ド＝フォンのレオポルトロバート通りにエベラールの工房の本部を開設した。
1919年、息子のジョルジュ・エミール・エベラールとモーリス・ウイリアム・エベラールが経営を引き継いだ。同年、業界に先駆けて腕時計型クロノグラフを発表。これは1930年代にイタリア海軍将校やイタリア空軍の曲芸飛行グループ「フレッチェ・トリコローリ」の公式飛行時計に使用された。
1935年にはリセットなしのスタート/ストップ機能を搭載したダブルプッシャー・クロノグラフを、1938年には12時間積算計付きクロノグラフを、1940年には2つの異なるラップタイムを同時計測できるスプリットセコンド機能付きクロノグラフを発表するなど、先進的な機構を搭載したクロノグラフを次々と送り出した。また、1940年に発表された「エクストラ・フォルト」は、スポーティーかつエレガントなデザインで1950年代に高い人気を誇り、2000年からは復刻版が発売されている。
第二次世界大戦後もクロノグラフを中心に製造を続け、1997年には世界初の8日間パワーリザーブの「8ジュール」を、2001年にはインダイヤルを一列に配置した「クロノ4」（特許取得・意匠登録済み）を発表した。

## 主な製品
| 名前                   | 特徴 |
| ---------------------- | --- |
| クロノ4                | 2001年発表。時計史上初にして唯一の、4つの並列インダイヤルで構成されたクロノグラフ。                                                                                        |
| 8ジュール              | 1997年発表。世界初の8日間パワーリザーブ。2つの長いぜんまいばねを使用することで、長時間駆動を可能にした。文字盤にはパワーリザーブの残量を示すインジケーターがある。         |
| スカフォグラフ         | 1959年発表。GPHG（ジュネーブ・ウォッチメイキング・グランプリ）での受賞経験のあるダイバーズ・ウォッチ。                                                                     |
| タツィオ・ヌヴォラーリ | 伝説的なカーレーサーのタツィオ・ヌヴォラーリの名前を冠したコレクション。ムーブメントをカバーするガラスは、チェッカーフラッグをイメージした市松模様のデザインになっている。 |
| エクストラ・フォルト   | 1940年発表の歴史あるモデル。スポーティーかつエレガントなデザインが特徴。                                                                                                   |
| コントグラフ           | 1960年代に人気を博した同名の製品をオマージュしたモデル。6時位置の大きな日付窓が特徴。                                                                                      |
| サイエンティグラフ     | 1961年発表された同名の製品の復刻版。耐磁性を備えている。 |